# 마이켄 하우게달
마이켄 하우게달(Majken Haugedal, 1947년 3월 26일 ~ )은 덴마크의 모델이다.